# 舊克羅皮夫尼克
49°13′43″N 23°16′12″E / 49.22861°N 23.27000°E
舊克羅皮夫尼克（烏克蘭語：Старий Кропивник）是位於烏克蘭西部利沃夫州裏德羅霍貝奇區的村莊，始建於1250年，面積32.81平方公里，2001年人口924，人口密度每平方公里28.16人。